# Amerikanska trädgårdarna, Opatija
Amerikanska trädgårdarna (kroatiska: Amerikanski vrtovi, lokal dialekt: Merikanski vrtovi) är en botanisk trädgård i Opatija i Kroatien. Den botaniska trädgården är öppen för allmänheten och en av Opatijas sevärdheter. Sedan år 2016 står den under särskilt skydd.

## Historik
Amerikanska trädgårdarna anlades under 1900-talets första hälft av den ungerske handelsmannen Mihaly Pal Kuczor. Den anlades i ära till hans hustru Hilda von Hortenau som levde i Opatija och var relaterad till den kejserliga österrikiska ätten Habsburg. Trädgården uppkallades i folkmun efter den kontinent (Amerika) där Kuczor hade grundat ett affärsimperium genom försäljning av Szegedipaprika. I sin ambition att skapa en av de vackraste trädgårdarna i denna del av Europa lät paret spränga en del av terrängen och föra ditt jord för att kunna anlägga halvcirkulära terrassträdgårdar över ett område vars yta uppgick till 30 000 kvadratmeter. Trädgården blev snart en omtyckt grön oas bland lokalborna och besökare och handelsmannen Kuczor tjänade sig en extra slant genom att belägga en inträdesavgift på 5 lira. Den samtida pressen kallade den botaniska trädgården för "Trädgårdarna i Semiramis" med anspelning på världens sju underverk men fortsatte lokalt att kallas Amerikanska trädgårdarna med hänvisning till Kuczors förflutna i Amerika.

## Beskrivning
Den botaniska trädgården yta uppgår till 8 000 kvadratmeter. Den är delvis terrasserad och har utsikt över Kvarnerviken. Med tanke på kompositionen, materialen, ornamenten och förbindelserna är trädgården ett värdefullt exempel på modernism med inslag av historicism. Trädgården hade tidigare en pergola, trappa, tessellation och bänkar.  Karaktäristisk för trädgården var att växterna var ordentligt organiserade, antingen klippta i sfäriska eller pelarliknande former (cypresserna) eller planterade enligt ett nätliknande schema.

### Fotnoter
1. ↑  ”About Us” (på engelska). Parkovi d.o.o. Opatija. http://www.parkovi-opatija.hr/en/about_us. Läst 19 oktober 2019.
2. 1 2 3 4 5 6  ”American Gardens” (på engelska). Visitopatija.com. Opatijas stad. https://www.visitopatija.com/en/american-gardens-p1935. Läst 19 oktober 2019.
3. 1 2 3 4 5 6 7 8  ”American gardens” (på engelska). Parkovi d.o.o. Opatija. http://www.parkovi-opatija.hr/en/american_gardens. Läst 19 oktober 2019.